# 博蒙莱朗当
博蒙莱朗当（法語：Beaumont-lès-Randan，法語發音：[bomɔ̃ lɛ ʁɑ̃dɑ̃]，意为“朗当附近的博蒙”）是法国多姆山省的一个市镇，属于里永区。

## 地理
博蒙莱朗当（45°59'49"N, 3°23'4"E）面积5.99 平方千米，位于法国奥弗涅-罗讷-阿尔卑斯大区多姆山省，该省份为法国中南部省份，北起阿列省接壤，东临卢瓦尔省，南至上盧瓦爾省和康塔爾省，西接科雷兹省和克勒兹省。
与博蒙莱朗当接壤的市镇（或旧市镇、城区）包括：朗当、吕济亚、蒙斯、圣但尼孔巴尔纳扎。
博蒙莱朗当的时区为UTC+01:00、UTC+02:00（夏令时）。

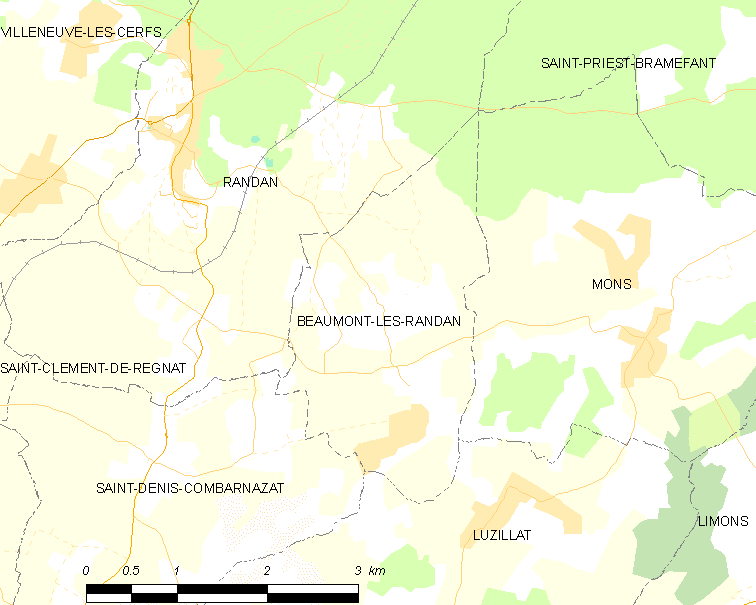
博蒙莱朗当的OSM定位图

## 行政
博蒙莱朗当的邮政编码为63310，INSEE市镇编码为63033。

## 政治
博蒙莱朗当所属的省级选区为马兰格县。

## 人口

1962-2008年间博蒙莱朗当人口变化图示

博蒙莱朗当于2022年1月1日时的人口数量为315人。